# بوریس پاش
بوریس پاش (انگلیسی: Boris Pash؛ زاده ۲۰ ژوئن ۱۹۰۰ درگذشته ۱۱ مهٔ ۱۹۹۵) یک فرد نظامی اهل ایالات متحده آمریکا بود.